# Carcassonne (spil)
 For alternative betydninger, se Carcassonne (flertydig). (Se også artikler, som begynder med Carcassonne)
Brætspillet Carcassonne er opkaldt efter den franske by Carcassonne, som har en stærkt befæstet middelalderbydel. Spillet er designet af Klaus-Jürgen Wrede og blev i 2000 udgivet på tysk af Hans im Glück og på engelsk af Rio Grande Games. Spillet er så populært, at det har fået adskillige udvidelsespakker og har affødt flere elektroniske versioner. Spillet vandt prisen Spiel des Jahres i 2001.
| Spil | Spire Denne artikel om spil eller lege er en spire som bør udbygges. Du er velkommen til at hjælpe Wikipedia ved at udvide den. |

- Wikimedia Commons har flere filer relateret til Carcassonne (spil)